# بلينجيل (باد كاليه)
بلينجيل، باد كاليه (بالفرنسية: Blingel)‏ هي بلدية تقع في إقليم باد كاليه من منطقة نور با دو كاليه في شمال فرنسا. تبلغ مساحة هذه المدينة 3.17 (كم²)، وترتفع عن سطح البحر 40 م، يبلغ عدد سكانها 111 نسمة حسب إحصاء المعهد الوطني للإحصاء والدراسات الاقتصادية سنة 2009 م. وترأس Eugène Poclet البلدية خلال فترة (2001-2008).